# Nolana sedifolia
Nolana sedifolia är en potatisväxtart. Nolana sedifolia ingår i släktet cymbalblommor, och familjen potatisväxter.

## Underarter
Arten delas in i följande underarter:
- N. s. confinis
- N. s. sedifolia